# Phare de Peninnis
Le phare de Peninnis est un phare situé sur Peninnis Head (en), le point le plus au sud de l'île de St Mary's dans les Îles Scilly face au comté de Cornouailles en Angleterre.
Ce phare est géré par la Trinity House Lighthouse Service de Londres, l'organisation de l'aide maritime des côtes de l'Angleterre.
Il est maintenant protégé en tant que monument classé du Royaume-Uni de Grade II depuis 1992.

## Histoire
Ce phare a été construit pour remplacer le phare au centre de l'île de St Agnes. Il aide les navires pour l'entrée dans le port de Hugh Town, via St Mary's Sound. Il a été mis en service en 1911. C'est une structure circulaire de 14 m de hauteur et se compose d'un échafaudage en acier noir, avec une galerie blanche et d'une lanterne au dôme noir. C'était l'un des premiers phares fonctionnant à l'acétylène puis reconverti à l'électricité en 1992. La lentille tournante reste in situ mais n'est plus utilisée. Elle a été remplacée par une lanterne à LED à un seul niveau montée sur un rail extérieur de la structure du phare. La lumière clignotante blanche est visible jusqu'à 17 km.
Identifiant : ARLHS : ENG-102 - Amirauté : A0006 - NGA : 0008 .
|               |
| Peninnis Head |

|                            |
| Phare et bâtiments annexes |

### Lien connexe
- Liste des phares en Angleterre